# Cailly
Cailly é uma comuna francesa na região administrativa da Normandia, no departamento de Sena Marítimo. Estende-se por uma área de 5,44 km². Em 2010 a comuna tinha 780 habitantes (densidade: 143,4 hab./km²).